# Bradypodion damaranum
Il camaleonte nano di Knysna (Bradypodion damaranum (Boulenger, 1887)) è un  camaleonte endemico del Sudafrica.

## Descrizione

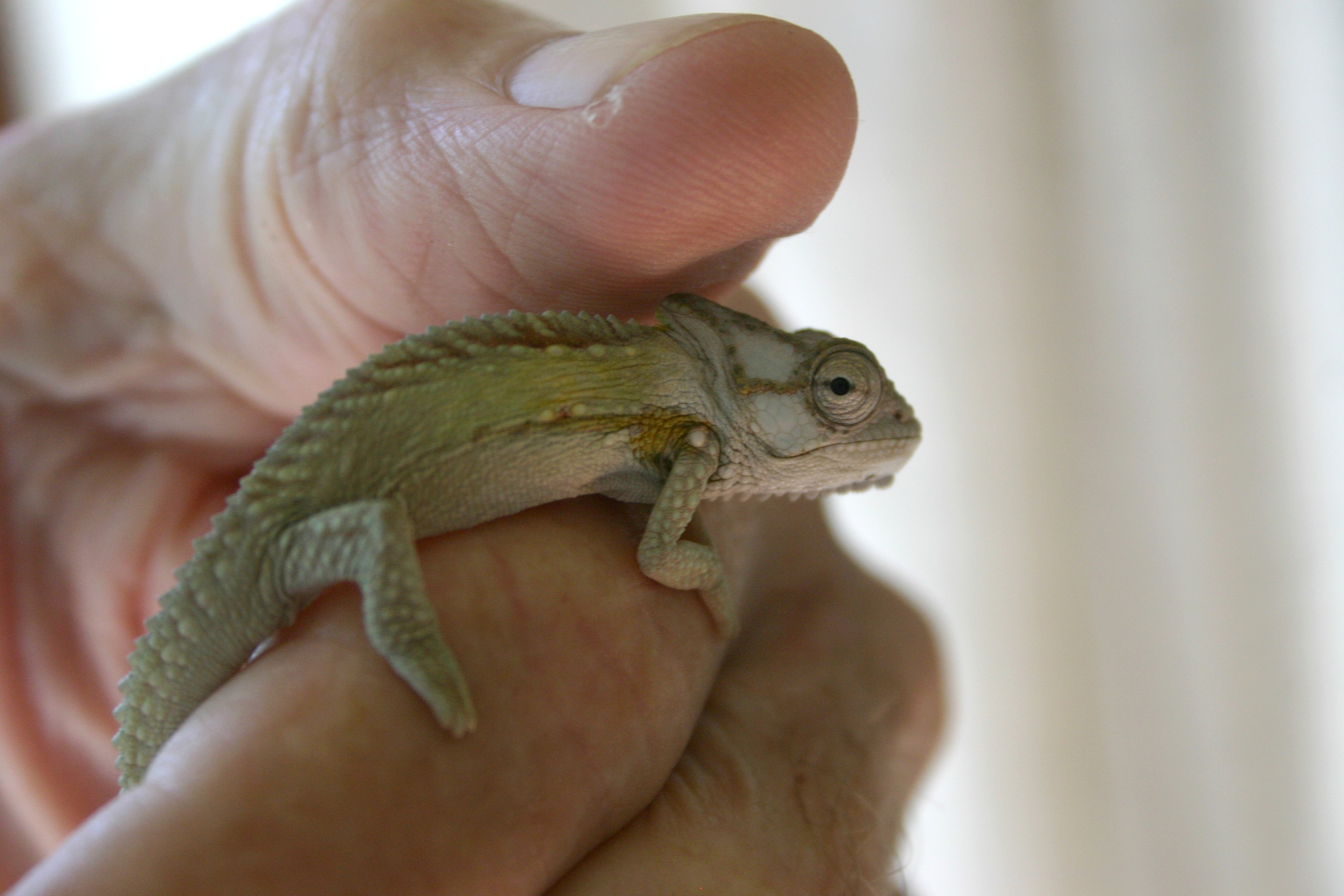
Camaleonte nano di Knysna in una mano umana

## Distribuzione e habitat
Questo camaleonte è un abitante delle foreste, in quanto si trova solamente in un ristretto areale identificabile con le zone boschive vicine a Knysna.
L'habitat abituale del Bradypodion damaranum è quello umido delle foreste montane del Sudafrica. Tuttavia questo camaleonte si adatta bene a vivere anche in giardini.

## Tassonomia
In passato, la maggior parte dei camaleonti nani del Sudafrica erano considerati sottospecie di un particolare Bradypodion del Capo. Ora sappiamo che questo non è vero e, ad ogni modo, non sono conosciute specie di camaleonti viventi simili al Bradypodion damaranum. Così come il camaleonte nano del Capo, il camaleonte nano di Knysna sembra essere la base del ramo che ha dato origine a tutte le specie di Bradypodion da un ceppo ancestrale.